# Natal (Brazil)
Natal je grad u Brazilu, i glavni grad savezne države Rio Grande do Norte na sjeveroistoku Brazila.
Na brazilskom portugalskom „natal” znači (rođenje, Božić). Prema procjeni IBGE-a iz 2022. godine, grad je imao ukupno 751 300 stanovnika, što ga čini 24. najvećim gradom u zemlji. Natal je glavno turističko odredište i izvozno središte rakova, karnauba voska, proizvoda od šećerne trske i voća, uglavnom dinje, lubenice i papaje. Natal je najbliži brazilski grad Africi i Europi, a njegova međunarodna zračna luka povezuje grad s mnogim brazilskim odredištima, a također obavlja i neke međunarodne letove. Grad je bio jedan od gradova domaćina Svjetskog prvenstva u nogometu 2014. godine.

## Povijest
Službeno, grad je osnovan 25. prosinca 1599. godine, od portugalskih useljenika.

## Zemljopis
Grad se nalazi 550 km udaljen od Fortaleze, smješten je na ušću rijeke Potengi.